# 明石路駅
明石路駅（めいせきろえき）は、中華人民共和国浙江省杭州市上城区明石路に位置する杭州地下鉄4号線の駅である。

## 歴史
- 2022年2月21日：開業[1]。

## 駅構造
島式ホーム1面2線を有する地下駅。

### のりば
案内上ののりば番号は設定されていない。
| 路線    | 方向 | 行先               |
| ------- | ---- | ------------------ |
| ■ 4号線 | 下り | 火車東站・浦沿方面 |
| ■ 4号線 | 上り | 池華街方面         |

（出典：杭州地下鉄:站内空间示意图）

## 駅周辺
- 悦風華邸
- 杭州市公共衛生中心
- 銭塘白石嘉苑
- 淘天地商務ビル
- 明石商業ビル
- 金色黎明公寓
- 皓玉府
- 盛茂府
- 祥生中心
- 明石東潮府
- 歸錦府
- 杭州市勝利実験学校（筧成キャンパス）

## 隣の駅
杭州地下鉄
■ 4号線
彭埠駅 - 明石路駅 - 黎明駅